# بنية مجهرية
.

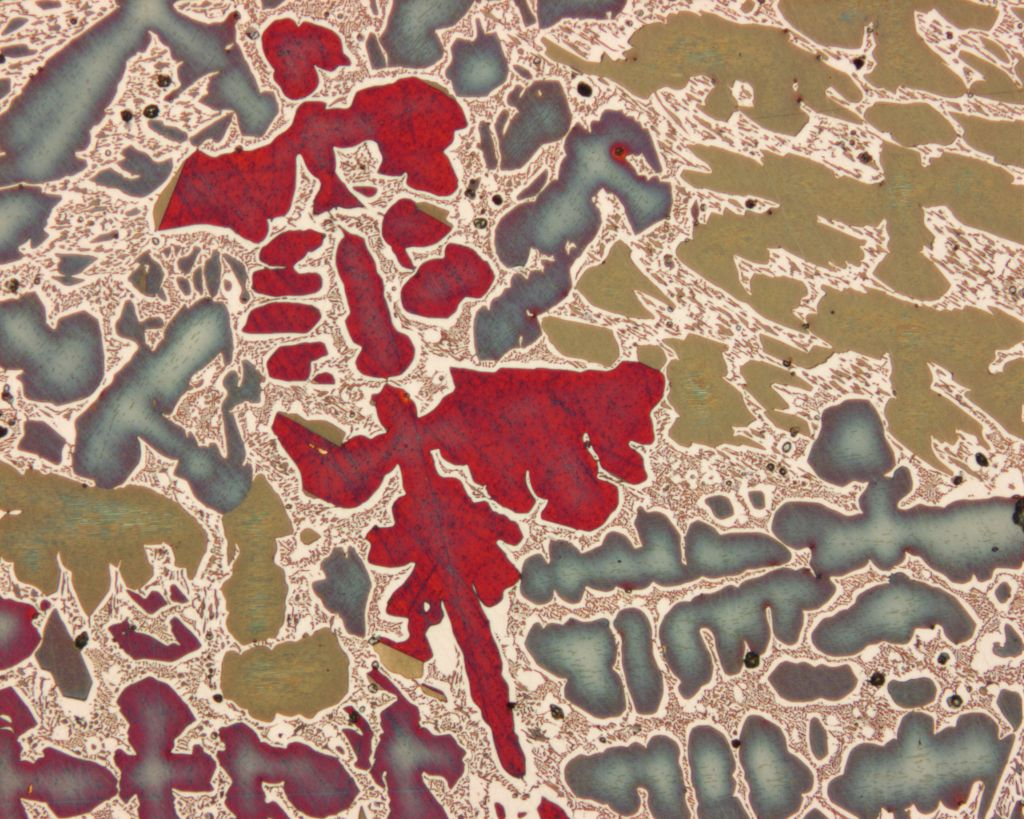
بنية مجهرية للبرونز تظهر النموذج المتغصن للسبيكة

البنية المجهرية (أو البنية الصغرية) هي بنية المادة المنظورة وفق مقياس صغير جداً لا ترى أبعاده إلا بمجهر تفوق قوة تكبيره أكثر من 25 ضعف.
تؤثر البنية المجهرية للمواد المختلفة (مثل الفلزات أو اللدائن أو خزف أو المواد المؤلفة) على الخواص الفيزيائية مثل القوة والصلادة وقابلية السحب ومقاومة التآكل بالإضافة إلى معرفة تأثرها باختلاف درجات الحرارة. هذه الخواص تؤثر في النهاية على اختيار نوعية التطبيق للمادة المعنية على الصعيد الصناعي.
إن البنى المجهرية الأصغر من الحد الذي تستطيع المجاهر الضوئية إظهارها تسمى عادة بنية نانوية، في حين أن البنى التي تظهر ترتيب الذرات تسمى بنية بلورية. أما العينات الحيوية التي تظهر بنيتها بالمجهر فتسمى عادة بنية فوقية.

## خصائص البنية المجهرية
لقياس السمات الهيكلية المجهرية يجب وصف كل من الخصائص المورفولوجية والمادية. وتعد معالجة الصور تقنية قوية لتحديد السمات المورفولوجية مثل جزء الحجم وتشكل التضمين واتجاهات الفراغ والبلورة. للحصول على صور مجهرية يتم استخدام المجهر الضوئي والإلكتروني بشكل شائع. ولتحديد خصائص المواد تعد تقنية المسافة البادئة النانوية Nanoindentation تقنية قوية لتحديد الخصائص في مستوى الميكرون ودون الميكرون والتي لا يكون الاختبار التقليدي لها ممكنًا. كما يمكن للاختبارات الميكانيكية التقليدية مثل اختبار الشد أو التحليل الميكانيكي الديناميكي (DMA) أن تعيد فقط الخصائص العيانية دون أي إشارة إلى الخصائص الهيكلية المجهرية. ومع ذلك يمكن استخدام تقنية النانو لتحديد خصائص البنية المجهرية المحلية للمواد المتجانسة وغير المتجانسة.
ويمكن أيضًا توصيف البنى المجهرية باستخدام نماذج إحصائية عالية الترتيب يتم من خلالها استخلاص مجموعة من الخصائص الإحصائية المعقدة من الصور. ومن ثم يمكن استخدام هذه الخصائص لإنتاج نماذج عشوائية أخرى مختلفة.

## اقرأ أيضاً
- بنية نانوية
- بنية بلورية
- بنية فوقية